# Idiotropiscis
Idiotropiscis é um género de peixe da família Syngnathidae.
Este género contém as seguintes espécies:
- Idiotropiscis australe  (Waite & Hale, 1921)
- Idiotropiscis larsonae (Dawson, 1984)
- Idiotropiscis lumnitzeri Kuiter, 2004